# عمر الشاذلي
عمر الشاذلي (تونس العاصمة، 14 مايو 1925- 8 نوفمبر 2019)، طبيب ووزير تونسي سابق، وهو أول عميد لكلية الطب بتونس.

## الطبيب
درس الطب في جامعة ستراسبورغ أين تخصص في التشريح المرضي. تحصل عام 1957 على الدكتوراة ثم عام 1960 على شهادة التبريز بباريس. عين عام 1959 ككاهية لمدير معهد باستور ثم أصبح عام 1963 أول مدير تونسي له وهو منصب حافظ عليه إلى عام 1988. لعب دورا هاما في إنشاء كلية الطب بتونس التي تولى عمادتها بين 1964 و1971 ثم بين 1973 و1975. قام بنشر عدة أبحاث طبية من أبرزها «موجز قانون ابن سينا» و«شرح تشريح القانون لابن سينا» التي قام بترجمتهما من الفرنسية الأول صحبة علي حمريت والثاني صحبة أحمد الزين البرهومي. ينتمي بصفتي عضو منتسب أجنبي وعضو مراسل أجنبي إلى الأكاديمية الوطنية للطب بفرنسا.

## السياسي
أصبح عمر الشاذلي الطبيب الخاص للرئيس الحبيب بورقيبة منذ 1960، وفي ماي 1986 عين وزيرا للتعليم العالي وللبحث العلمي وفي جويلية 1986 أضيفت إليه حقيبة التربية القومية. عين في 16 ماي 1987 وزيرا مديرا للديوان الرئاسي خلفا لمنصور السخيري. وفي المؤتمر الصمود في جوان 1986 عين كأحد ثلاثة أمناء عامين مساعدين للحزب الاشتراكي الدستوري الحاكم صحبة زين العابدين بن علي ومنصور السخيري. استمر في منصبه كمدير للديوان الرئاسي إلى 7 نوفمبر 1987 تاريخ إزاحة بورقيبة وتولي الوزير الأول زين العابدين بن علي رئاسة الجمهورية. أقيل من مهامه كأمين عام مساعد للحزب في 18 نوفمبر 1987، وفي 17 فيفري 1988 عوض من طرف الأستاذ قصي الدلاجي كمدير لمعهد باستور ليختفي من وقتها من الحياة العامة.